# キャンプ・ロック
『キャンプ・ロック』（原題：Camp Rock）はディズニー・チャンネル・オリジナル・ムービーで、全米公開は2008年6月20日。日本公開は2008年8月1日。2010年には続編の『キャンプ・ロック2 ファイナル・ジャム』が公開された。

## キャスト
※括弧内は日本語吹き替え
- シェーン - ジョー・ジョナス（浪川大輔）
- ミッチー・ トーレス- デミ・ロヴァート（世戸さおり）
- ネイト - ニック・ジョナス（堀江一眞）
- ジェイソン - ケビン・ジョナス（勝杏里）
- テス - メガン・ジェット・マーティン（中村千絵）
- ケイトリン - アリソン・ストーナー（河原木志穂）
- コニー ・トーレス - マリア・カナルズ・バレラ
- スティーブ・トーレス  -  エドワードJaunz

## サウンドトラック
1. We Rock
2. Play My Music
3. Gotta Find You
4. Start The Party
5. Who Will I Be
6. This Is Me
7. Hasta La Vista
8. Here I Am
9. Too Cool
10. Our Time Is Here (ボーナストラック)
11. 2 Stars
12. What It Takes

## プレミア放送
キャンプ・ロックは世界中のディズニー・チャンネルとカナダのファミリー・チャンネルで放送予定。
| 国と地域         | 放送局                                                        | 日付                                                              |
| ---------------- | ------------------------------------------------------------- | ----------------------------------------------------------------- |
| アメリカ合衆国   | Disney Channel, ABCネットワーク,Disney.com                    | 6月20日 (ディズニー・チャンネルの放送日), 6月21日,6月23日, 2008年 |
| カナダ           | ファミリー・チャンネル（英語放送）, VRAK.TV（フランス語放送） | 6月20日 2008年                                                    |
| ラテンアメリカ   | Disney Channel Latinamerica                                   | 7月6日, 2008年                                                    |
| オーストラリア   | Disney Channel Australia                                      | 7月18日, 2008年                                                   |
| 日本             | ディズニー・チャンネル ジャパン                               | 8月1日, 2008年                                                    |
| アジア           | Disney Channel Asia                                           | 9月21日, 2008年                                                   |
| インド           | Disney Channel India                                          | 9月2日, 2008年                                                    |
| 韓国             | Disney Channel Korea                                          | 8月31日, 2008年                                                   |
| 台湾             | Disney Channel Taiwan                                         | 9月3日, 2008年                                                    |
| イギリス         | Disney Channel UK                                             | 9月1日, 2008年                                                    |
| スペイン         | Disney Channel Spain                                          | 9月5日, 2008年                                                    |
| ポルトガル       | Disney Channel Portugal                                       | 9月16日, 2008年                                                   |
| ドイツ           | Disney Channel Germany                                        | 9月19日, 2008年                                                   |
| フランス         | Disney Channel France                                         | 9月7日, 2008年                                                    |
| イタリア         | Disney Channel Italy                                          | 9月3日, 2008年                                                    |
| ニュージーランド | Disney Channel New Zealand                                    | 9月6日, 2008年                                                    |
| 北ゲルマン語群   | Disney Channel Scandinavia                                    | 9月12日, 2008年                                                   |